# Thomas Lathrop Stedman
Thomas Lathrop Stedman (Cincinnati, 1853 – New York, 1938) è stato un medico e editore statunitense.
Diventò redattore del Medical Record a partire dal 1890; invece nel 1903 diventò redattore del New Dictionary of Medical Science and Literature.